# A Camp
A Camp is een muzikaal project van de Zweedse zangeres Nina Persson. Persson, bekend van The Cardigans, startte het project in 1997 samen met Niclas Frisk nadat The Cardigans internationaal doorbraken. Met het eponieme debuutalbum uit 2001 wist de groep in Zweden vier Grammis te winnen. Het album stond 24 weken in de Zweedse nationale hitlijst Sverigetopplistan waarvan een week op #1. Het tweede album Colonia (2009) stond 16 weken in dezelfde hitlijst, waarvan twee weken op #2.

## Geschiedenis

### Ontstaan
In 1997 scoorde de Zweedse popband The Cardigans een wereldwijde hit met het nummer Lovefool van hun derde album First band on the moon (1996). In datzelfde jaar vond er een ontmoeting plaats tussen The Cardigans' zangeres Nina Persson en Niclas Frisk (Atomic Swing). Persson en Frisk deelden dezelfde interesses en behoefte aan een nieuwe uitdaging. Niet lang daarna begonnen ze met het schrijven van muziek. De naam van het project, "A Camp", verwijst naar het idee dat Persson en Frisk als het ware kampeerden in de bossen:

We just decided that we would go up to the woods and do some songs, do some drawings, bake some bread and record some music. At some point Nina said that we were having a camp in the woods. And at the same time we were shopping in a supermarket and saw this maple syrup with the name "Camp" on it and on the logo there is a small wooden house on it. It wasn't more than that, we decided; let's call it "A Camp".
— Niclas Frisk

In 1998 werd Persson door de Amerikaanse rockband Shudder to Think uitgenodigd om te zingen op de soundtrack van de film First love, last rites. De opnames vonden plaats in Zweden, samen met Shudder to Think's gitarist Nathan Larson. Dit was het begin van een hechte samenwerking tussen de twee. Persson zou later bijdragen leveren aan meer muziek van de hand van Larson. Andersom leverde Larson bijdragen aan The Cardigans' zesde album Super extra gravity (2005). Ook op persoonlijk vlak hadden ze elkaar gevonden; de twee kregen een relatie. Op 16 juni 2001 huwden Larson en Persson elkaar.

### A Camp
Op 3 september 2001 verscheen A Camp's eponieme debuutalbum. De nummers die Persson eerder met Frisk opnam, vond ze te donker klinken. Ze schakelde de hulp van producer Mark Linkous (Sparklehorse) in om herbewerkingen op te nemen. Hij droeg tevens bij aan nieuwe muziek. Larson maakte inmiddels deel uit van de vaste bezetting. Diverse andere muzikanten droegen bij aan de muziek op het album. Shudder to Think's Kevin March verzorgde de drumpartijen op bijna alle nummers. Er verschenen twee singles; I can buy you en Song for the leftover. Het album bevat de covers Walking the cow van Daniel Johnston en Rock 'n' roll ghost van The Replacements.
Na het uitbrengen van het album en diverse tournees ging Persson verder met The Cardigans. Ze namen twee albums op; Long gone before daylight (2003) en Super extra gravity (2005). In de herfst van 2006 lastte de band een pauze in. De leden concentreerden zich op soloprojecten. Persson keerde terug naar A Camp.

### Colonia
Met A Camp's tweede album Colonia wilde Persson een andere weg inslaan. Waar A Camp richting folk en country ging, putte Persson voor het tweede album inspiratie uit popmuziek uit de jaren 1960 en punk uit de jaren 1980. Colonia werd uitgebracht op 28 januari 2009. Ook aan Colonia hebben diverse artiesten bijgedragen waaronder James Iha (The Smashing Pumpkins) en Joan Wasser (Joan As Police Woman). Van 26 mei tot en met 15 juni tourde A Camp door de Verenigde Staten ter promotie van het album. Van dit album zijn de singles Stronger than Jesus, Love has left the room en My America afkomstig. Stronger than Jesus bereikte #8 in de Zweedse nationale hitlijst Sverigetopplistan en behield deze positie een week.
Beide albums werden in eerste instantie alleen uitgebracht in Europa. Op 28 april 2009, twee maanden na de Europese uitgave, verscheen Colonia in de Verenigde Staten en Canada in de winkels. In juni dat jaar verscheen de ep Covers ep. Er staan drie covers op; Us and them van Pink Floyd, Boys keep swinging van David Bowie en I've done it again van Grace Jones.
Op 6 maart 2010 overleed Linkous aan een zelf toegebrachte schotwond. Hij leed al langer aan depressie.

## Prijzen en onderscheidingen
| Onderscheiding | Jaar | Titel                     | Categorie               | Resultaat | Ref   |
| -------------- | ---- | ------------------------- | ----------------------- | --------- | ----- |
| Grammis        | 2002 | Nina Persson/Niclas Frisk | Årets kompositör        | Gewonnen  | [ 1 ] |
| Grammis        | 2002 | Nina Persson/A Camp       | Årets pop/rock kvinnlig | Gewonnen  | [ 1 ] |
| Grammis        | 2002 | Nina Persson              | Årets textförfattare    | Gewonnen  | [ 1 ] |
| Grammis        | 2002 | A Camp                    | Årets album             | Gewonnen  | [ 1 ] |

## Discografie

### Albums
- A Camp, 2001
- Colonia, 2009

### Ep
- Covers ep, 2009

### Singles
- I can buy you, 2001
- Modjo / A Camp - What I mean / I can buy you, 2001 (7" promosingle)
- Song for the leftovers, 2002
- Stronger than Jesus, 2009
- Love has left the room, 2009
- My America, 2009